# Miss Polski 2012
Miss Polski 2012 – dwudziesta trzecia gala konkursu Miss Polski, która odbyła się 8 grudnia 2012 roku, po raz pierwszy w Orlen Arenie w Płocku. W konkursie wzięły udział 22 kandydatki wybrane w eliminacjach regionalnych konkursów Miss Polski.
Galę poprowadzili prezenterka telewizyjna Paulina Sykut-Jeżyna oraz prezenterzy Krzysztof Ibisz i Michał Koterski. Transmisję przeprowadziła telewizja Polsat. Podczas gali konkursowej wystąpili: zwycięzca IV edycji Must Be the Music. Tylko muzyka – Tomasz Kowalski, Natalia Lesz oraz zespół LemON.
Miss Polski 2012 została 22-letnia Miss Małopolski 2012, pochodząca z Krynicy-Zdroju – Katarzyna Krzeszowska. Zwyciężczyni oprócz tytułu otrzymała w nagrodę samochód Chevrolet.

## Rezultat finałowy
| Rezultat         | Kandydatka                                                                                             |
| Miss Polski 2012 | - Katarzyna Krzeszowska                                                                                |
| 1. wicemiss      | - Ewa Będzia                                                                                           |
| 2. wicemiss      | - Paulina Podlewska                                                                                    |
| 3. wicemiss      | - Aleksandra Podsiadły                                                                                 |
| 4. wicemiss      | - Klaudia Wiśniowska                                                                                   |
| Top 10           | - Katarzyna Berdychowska - Anna Moniuszko - Monika Niemotko - Magdalena Osińska - Magdalena Zakrzewska |

### Wyróżnienia
| Wyróżnienie                  | Kandydatka          |
| Miss widzów telewizji Polsat | - Paulina Podlewska |
| Miss Internetu               | - Magdalena Osińska |

## Lista kandydatek
22 kandydatki konkursu Miss Polski 2012:
| Nr | Województwo         | Kandydatka             | Wiek | Wzrost | Miejscowość         |
| -- | ------------------- | ---------------------- | ---- | ------ | ------------------- |
| 1  | Pomorskie           | Patrycja Bagińska      | 19   | 1.70   | Gdańsk              |
| 2  | Śląskie             | Katarzyna Berdychowska | 21   | 1.77   | Rybarzowice         |
| 3  | Łódzkie             | Ewa Będzia             | 19   | 1.71   | Łódź                |
| 4  | Wielkopolskie       | Joanna Gładysz         | 23   | 1.74   | Piła                |
| 5  | Dolnośląskie        | Kamila Gródecka        | 24   | 1.76   | Wrocław             |
| 6  | Śląskie             | Joanna Grzybowska      | 18   | 1.77   | Bielsko-Biała       |
| 7  | Wielkopolskie       | Katarzyna Kania        | 22   | 1.75   | Ostrów Wielkopolski |
| 8  | Małopolskie         | Katarzyna Krzeszowska  | 22   | 1.72   | Krynica-Zdrój       |
| 9  | Śląskie             | Dalia Malara           | 22   | 1.74   | Zabrze              |
| 10 | Podlaskie           | Anna Moniuszko         | 19   | 1.75   | Białystok           |
| 11 | Śląskie             | Monika Morzyńska       | 20   | 1.74   | Dąbrowa Górnicza    |
| 12 | Warmińsko-mazurskie | Monika Niemotko        | 21   | 1.80   | Orzysz              |
| 13 | Łódzkie             | Magdalena Osińska      | 24   | 1.73   | Łódź                |
| 14 | Łódzkie             | Ewelina Ostrowska      | 23   | 1.70   | Stryków             |
| 15 | Kujawsko-pomorskie  | Paulina Podlewska      | 22   | 1.69   | Toruń               |
| 16 | Mazowieckie         | Aleksandra Podsiadły   | 21   | 1.76   | Warszawa            |
| 17 | Lubelskie           | Magdalena Suproń       | 22   | 1.73   | Hrubieszów          |
| 18 | Dolnośląskie        | Magdalena Tasarek      | 18   | 1.77   | Legnica             |
| 19 | Podlaskie           | Emilia Tomkiel         | 21   | 1.74   | Białystok           |
| 20 | Łódzkie             | Katarzyna Tutak        | 23   | 1.72   | Łódź                |
| 21 | Mazowieckie         | Klaudia Wiśniowska     | 20   | 1.73   | Warszawa            |
| 22 | Dolnośląskie        | Magdalena Zakrzewska   | 20   | 1.81   | Kowary              |

## Jurorzy
- Lech Daniłowicz – prezes i właściciel firmy Missland
- Angelika Ogryzek – Miss Polski 2011
- Robert Czepiel – dyrektor generalny Jubiler Schubert
- Katrin Hubers – założycielka i projektantka marki Le Blakk
- Weronika Szmajdzińska – Miss Global Teen 2012, Miss Polski Nastolatek 2011, reprezentantka Polski w konkurs Miss World 2012
- Jolanta Lewicka – ekspert brafittingu, właścicielka salonów Li Parie
- Ekaterina Buraya – Miss Supranational 2012
- Michał Starost – dyrektor artystyczny i główny projektant marki Ufufu
- Sławomir Stopczyk – właściciel marki Stoper
- Przemysław Wasilewski – dyrektor hotelu Kawallo
- Edward Hajdrych – dyrektor ds. rozwoju Gosh Cosmetics
- Jerzy Olizarowski – członek zarządu grupy Lactalis
- Gerhard Parzutka von Lipiński – prezes konkursu Miss Polski

## Międzynarodowe konkursy
| Kandydatka            | Konkurs                               | Rezultat    |
| --------------------- | ------------------------------------- | ----------- |
| Katarzyna Krzeszowska | Miss World 2013                       | –           |
| Katarzyna Krzeszowska | Miss Supranational 2014               | 4. wicemiss |
| Katarzyna Krzeszowska | Miss Grand International 2015         | Top 20      |
| Ewa Będzia            | Miss Tourism Queen International 2013 | –           |
| Paulina Podlewska     | Miss Exclusive of the World 2014      | Top 15      |
| Anna Moniuszko        | Miss Grand International 2013         | –           |